# Yuki Hashimoto
Yuki Hashimoto (jap. 橋本優貴 Hashimoto Yuki; * 9. Mai 1989) ist eine ehemalige japanische Judoka. Sie war 2013 Weltmeisterschaftsdritte im Halbleichtgewicht, der Gewichtsklasse bis 52 Kilogramm.

## Sportliche Karriere
Yuki Hashimoto gewann Ende 2010 das Weltcup-Turnier in Suwon und Anfang 2011 das Weltcup-Turnier in Sofia. Bei der Universiade 2011 in Shenzhen erkämpfte sie eine Bronzemedaille. 2012 gewann sie beim Weltcup-Turnier in Budapest und beim Grand-Prix-Turnier in Düsseldorf. Nachdem sie sich nicht für die Olympischen Spiele in London qualifizieren konnte, gewann sie Ende 2012 das Grand-Slam-Turnier in Tokio und Anfang 2013 das Grand-Slam-Turnier in Paris. Mit ihrem Sieg bei den japanischen Meisterschaften 2013 gelang ihr auch die Qualifikation für die Weltmeisterschaften 2013 in Rio de Janeiro. Dort bezwang sie im Viertelfinale die Kubanerin Yanet Bermoy und unterlag im Halbfinale gegen Majlinda Kelmendi aus dem Kosovo. Mit einem Sieg über die Finnin Jaana Sundberg erkämpfte sich Hashimoto eine Bronzemedaille. Ende 2013 siegte sie zum zweiten Mal beim Grand Slam in Tokio. Bei den Weltmeisterschaften 2014 in Tscheljabinsk belegte sie den siebten Platz, gewann aber Ende 2014 zum dritten Mal das Grand-Slam-Turnier in Tokio. Ein Jahr später wurde sie in Tokio noch einmal Dritte. Hashimoto war noch bis 2017 international aktiv, konnte aber nicht mehr an ihre großen Erfolge anknüpfen.